# Пламкрік Тауншип (округ Армстронг, Пенсільванія)
Пламкрік Тауншип (англ. Plumcreek Township) — селище (англ. township) в США, в окрузі Армстронг штату Пенсільванія. Населення — 2112 особи (2020).

## Демографія
Згідно з переписом 2010 року, у селищі мешкало 2375 осіб у 955 домогосподарствах у складі 693 родин. Було 1025 помешкань
Расовий склад населення:
| - 99,3 % — білих - 0,2 % — чорних або афроамериканців - 0,2 % — азіатів |

До двох чи більше рас належало 0,3 %. Частка іспаномовних становила 0,2 % від усіх жителів.
За віковим діапазоном населення розподілялося таким чином: 20,1 % — особи молодші 18 років, 61,9 % — особи у віці 18—64 років, 18,0 % — особи у віці 65 років та старші. Медіана віку мешканця становила 44,5 року. На 100 осіб жіночої статі у селищі припадало 99,2 чоловіків;  на 100 жінок у віці від 18 років та старших — 96,6 чоловіків також старших 18 років.
Середній дохід на одне домашнє господарство  становив 56 258 доларів США (медіана — 48 182), а середній дохід на одну сім'ю — 64 199 доларів (медіана — 53 929). Медіана доходів становила 42 273 долари для чоловіків та 26 188 доларів для жінок. За межею бідності перебувало 12,9 % осіб, у тому числі 18,7 % дітей у віці до 18 років та 5,4 % осіб у віці 65 років та старших.
Цивільне працевлаштоване населення становило 997 осіб. Основні галузі зайнятості: освіта, охорона здоров'я та соціальна допомога — 21,9 %, виробництво — 18,1 %, будівництво — 13,0 %, науковці, спеціалісти, менеджери — 8,9 %.